# بينتو (لاعب كرة قدم)
بينتو (بالبرتغالية: Bento‏) هو لاعب كرة قدم برازيلي، ولد في 10 يونيو 1999 في كوريتيبا في البرازيل.

## وصلات خارجية
- بينتو على موقع إي إس بي إن إف سي (الإنجليزية)
- بينتو على موقع قاعدة بيانات كرة القدم.إي يو (الإنجليزية)
- بينتو على موقع ناشيونال فوتبول تيمز (الإنجليزية)
- بينتو على موقع Soccerbase.com (لاعب) (الإنجليزية)
- بينتو على موقع Soccerway.com (الإنجليزية)
- بينتو على موقع عالم كرة القدم.نت (الإنجليزية)